# Dytiscus emarginatus
Dytiscus emarginatus là một loài bọ cánh cứng trong họ Bọ nước. Loài này được Schaller miêu tả khoa học năm 1783.